# Bitwa pod Goes
Bitwa pod Goes – starcie zbrojne, które miało miejsce w roku 1572 w trakcie wojny osiemdziesięcioletniej.
Twierdza Goes znajdująca się na wyspie Beveland Południowy na zachód od Bergen op Zoom w roku 1572 znajdowała się w rękach hiszpańskich i była oblegana przez powstańców. Z pomocą oblężonym wyruszyło 3000 Hiszpanów pod wodzą Cristóbala de Mondragóna. Dowódca hiszpański odnalazłszy dogodne przejście, nakazał swoim żołnierzom marsz w wodzie, która w tym miejscu sięgała im powyżej ramion. Po sześciogodzinnym marszu, podczas którego zginęło 9 ludzi, Hiszpanie po krótkim odpoczynku ruszyli do ataku na pozycje oblegających Goes rebeliantów. Holendrzy niespodziewający się przeciwnika, który nagle pojawił się z "głębi morza" zostali rozbici, a miasto odblokowane. 